# Traité de l'Atlantique nord
Pour les articles homonymes, voir Traité de Washington.
Lire en ligne

Texte sur Wikisource

Le traité de l'Atlantique nord ou traité de Washington est signé le 4 avril 1949 par douze pays occidentaux. Il établit une alliance politico-militaire entre ses membres afin d'assurer leur sécurité collective dans le contexte de la guerre froide. Le traité entre en vigueur le 24 août 1949 après dépôt des instruments de ratification de tous les États signataires. Depuis lors, vingt autres États ont adhéré au traité, portant à trente-deux le nombre de ses membres.
Le traité met en place une alliance militaire défensive contre toute attaque armée contre l'un de ses membres en Europe, en Amérique du nord ou dans la région de l'Atlantique nord au nord du tropique du Cancer,.
L'Organisation du traité de l'Atlantique nord est l'organisation mise en place par les pays signataires du traité de l'Atlantique Nord pour être en mesure de remplir dans les faits leurs obligations de sécurité et de défense collectives. Elle est le plus souvent désignée par son acronyme OTAN.

## Genèse de l'Alliance atlantique
Après la fin de la Seconde Guerre mondiale, les Alliés s'engagent après le conflit à procéder à une diminution des effectifs militaires. Cependant, l'intégrité territoriale et la souveraineté de la Grèce, de la Turquie et de la Norvège sont menacées et l'Union soviétique pilote en février 1948 le coup de Prague, qui ancre la Tchécoslovaquie dans le bloc de l'Est. Le 17 mars 1948, la Belgique, la France, le Luxembourg, les Pays-Bas et le Royaume-Uni signent le traité de Bruxelles, qui établit un système d'entraide et de défense mutuelle en cas d'agression armée.
L'OTAN semble être née d'abord d'une incapacité de l'ONU à assurer la paix mondiale, bloquée par les multiples vétos soviétiques. Pour réaliser l'alliance qui permettrait la paix, les Occidentaux qui craignent un autre veto, trouvent une parade en ayant recours à l'article 51 de la Charte des Nations unies. En effet, comme le précise l'article 51, dans le cadre de la légitime défense collective au cas où un membre des Nations unies est l'objet d'une agression armée, une association de nations n'a pas besoin de l'autorisation du Conseil de sécurité.
Sur ces bases, le Canada, le Royaume-Uni et les États-Unis préparent un traité de défense collective pour la zone de l'Atlantique nord. Le 11 juin 1948, le Sénat des États-Unis adopte la résolution Vandenberg. Les Européens du bloc de l'Ouest veulent assurer leur sécurité afin de prévenir une autre guerre en Europe tandis qu'à l'est la menace communiste se fait de plus en plus forte, en particulier après le départ de la majorité des troupes américano-canadiennes, qui stationnaient en Europe depuis la fin de la Seconde Guerre mondiale. Les alliés européens souhaitent ainsi l'aide des États-Unis pour assurer efficacement leur défense.
Mais les États-Unis veulent d'abord que les Européens réalisent eux-mêmes leur défense, quitte à les aider par la suite, craignant qu'une alliance brise le mouvement d'unification de l'Europe. Dans le traité, cette volonté que l'Europe prenne en charge sa défense elle-même est encore présente, et l'article 3 permet aux Américains d'aider au développement militaire de l'Europe pour que celle-ci développe son propre système défensif (sorte de plan Marshall militaire). Mais la situation internationale évolue après le coup de Prague du 12 février 1948. Ainsi, le 17 mars 1948 est conclue l'alliance militaire du traité de Bruxelles entre la France, le Royaume-Uni, la Belgique, les Pays-Bas et le Luxembourg qui préfigure la future Alliance atlantique.
Après le blocus de Berlin, les appels des Européens se font de plus en plus insistants. Une entente secrète est réalisée entre les Anglo-Saxons pour fixer les bases de l'Alliance atlantique.
Une dernière étape reste néanmoins à franchir : toute alliance militaire des États-Unis en temps de paix est interdite par leur Constitution. Le sénateur Arthur Vandenberg fait voter le 11 juin 1948 par le Congrès une résolution qui lève cet obstacle. L'alliance devient constitutionnelle, à la condition d'être conforme à la Charte des Nations unies. Sur demande du Sénat américain, on inscrit dans le traité (art. 5), que les mesures à prendre en cas d'agression sur un des membres soient laissées souverainement au choix de chacun des pays signataires. Le Sénat voulait préserver le choix du Congrès américain de faire ou non la guerre.
Des pourparlers à Washington, du 6 juillet au 9 septembre 1948 définissent les bases du traité. Ce pacte militaire est donc né d'un accord signé le 4 avril 1949 à Washington ; il s'agit du traité de l'Atlantique Nord dont l'article 5 sur la solidarité entre ses membres en cas d'agression est le point primordial.
Ce traité a alors été ratifié par les États-Unis, le Canada, la Belgique, le Danemark, la France, les Pays-Bas, l'Islande, l'Italie, le Luxembourg, la Norvège, le Royaume-Uni, pays étant tous des démocraties, et le Portugal, dictature ayant soutenu les Alliés de la Seconde Guerre mondiale. Ils constituaient à cette époque une partie du monde libre.
L'article 5 de la charte de l'OTAN précise : « Les parties conviennent qu'une attaque armée contre l'une ou plusieurs d'entre elles survenant en Europe ou en Amérique du Nord sera considérée comme une attaque dirigée contre toutes les parties, et en conséquence elles conviennent que, si une telle attaque se produit, chacune d'elles […] assistera la partie ou les parties ainsi attaquées […] y compris [par] l'emploi de la force armée, pour rétablir et assurer la sécurité dans la région de l'Atlantique Nord ».
Par ailleurs, en février 1948, après le coup de Prague, la CIA avait entrepris de systématiser des préparatifs qui s'inscrivaient dans le contexte du début de la guerre froide. Le 18 juin 1948, le Conseil de sécurité américain adoptait la résolution NSC 10/2, chargeant l’Office of Special Projects d'établir un programme d'action clandestin. La CIA mit en place des réseaux de résistance bien armés et bien organisés surnommés Stay-behind qui devaient se soulever en cas de succès d'une invasion soviétique en Europe de l'Ouest.
Avec ce traité, les Américains rompent avec leur tradition d'isolement et entrent dans une alliance permanente avec le continent européen. Les Européens ont tout fait pour amener les Américains à participer à leur défense et, même si le traité les laisse libres en théorie, en cas d'attaque d'un des membres, les États-Unis n'auraient en pratique pas d'autres solutions que d'entrer en guerre.
L'OTAN veut une paix active et encourage la coopération de ses membres dans tous les domaines, économique, social, culturel et pas seulement militaire (art. 2). Selon Louis Saint-Laurent, « le but de l'Alliance nord-atlantique ne serait pas simplement négatif ; elle créerait un contre-courant dynamique s'opposant au communisme. » On y retrouve, dès le préambule, des idées de liberté, de démocratie et de bien-être.
Les Soviétiques s'opposent au traité, l'accusant d'être « un instrument de l'impérialisme américain ». Le traité repose en effet sur les principes que les Américains ont tenté d'imposer après la guerre dont notamment la doctrine de libre-échange économique issu de la conférence de Bretton Woods (art. 2 sur la collaboration économique).
Le traité va finalement être l'élément qui va réellement souder le bloc occidental derrière les États-Unis, installant peu à peu une certaine hégémonie américaine. Sur demande des Américains, l'OTAN ne vise pas un adversaire en particulier. Il n'a pas pour but de provoquer les Soviétiques.
Conformément à la Charte des Nations unies, et notamment à l'article 51, les pays de l'Alliance s'en remettent à la décision du Conseil de sécurité (art. 5 et 7) lors de tout règlement de différend. Le traité réaffirme sa subordination à l'ONU et le rôle important de celle-ci dans les relations internationales (art. 1er).

## Contenu
Le traité est composé d'un préambule et de 14 articles, suivis de trois apostilles,.

### Préambule
Le préambule inscrit le traité dans le contexte et le respect des règles de la Charte des Nations unies et expose les valeurs communes de liberté et de démocratie auxquelles les signataires adhèrent tous, lui conférant ainsi un fondement idéologique permanent fort, en ces termes : « Les États parties au présent Traité, (…) sont déterminés à sauvegarder la liberté de leurs peuples, leur héritage commun et leur civilisation, fondés sur les principes de la démocratie, les libertés individuelles et le règne du droit ».

« Les États Parties au présent Traité,

Réaffirmant leur foi dans les buts et les principes de la Charte des Nations Unies et leur désir de vivre en
paix avec tous les peuples et tous les gouvernements,

Déterminés à sauvegarder la liberté de leurs peuples, leur héritage commun et leur civilisation, fondés sur les
principes de la démocratie, les libertés individuelles et le règne du droit,

Soucieux de favoriser dans la région de l'Atlantique Nord le bien-être et la stabilité,

Résolus à unir leurs efforts pour leur défense collective et pour la préservation de la paix et de la sécurité,

Se sont mis d'accord sur le présent Traité de l'Atlantique Nord : »

### Article 1
Les articles 1 et 2 donnent au traité une dimension politique et économique, au-delà de sa dimension première de défense collective. La notion de « communauté atlantique » est ainsi créée qui assoit cette alliance sur une base qui dépasse le besoin de sécurité des Européens en temps de guerre froide.

« Les parties s'engagent, ainsi qu'il est stipulé dans la Charte des Nations Unies, à régler par des moyens pacifiques tous différends internationaux dans lesquels elles pourraient être impliquées, de telle manière que la paix et la sécurité internationales, ainsi que la justice, ne soient pas mises en danger, et à s'abstenir dans leurs relations internationales de recourir à la menace ou à l'emploi de la force de toute manière incompatible avec les buts des Nations Unies. »

### Article 2
« Les parties contribueront au développement de relations internationales pacifiques et amicales en renforçant leurs libres institutions, en assurant une meilleure compréhension des principes sur lesquels ces institutions sont fondées et en développant les conditions propres à assurer la stabilité et le bien-être. Elles s'efforceront d'éliminer toute opposition dans leurs politiques économiques internationales et encourageront la collaboration économique entre chacune d'entre elles ou entre toutes. »

### Article 3
L'article 3 demande aux membres de renforcer leurs capacités militaires, de manière individuelle mais aussi collective. Il porte en germe la création de l'OTAN, organisation permanente indispensable à la mise en œuvre effective de capacités collectives.

« Afin d'assurer de façon plus efficace la réalisation des buts du présent Traité, les Parties, agissant individuellement et conjointement, d'une manière continue et effective, par le développement de leurs propres moyens en se prêtant mutuellement assistance, maintiendront et accroîtront leur capacité individuelle et collective de résistance à une attaque armée. »

### Article 4
L'article 4 prévoit que les membres « se consulteront chaque fois que (…) l'intégrité territoriale, l'indépendance politique ou la sécurité de l'une des parties sera menacée », soit avant une éventuelle attaque armée, réaffirmant ainsi le caractère politique et dissuasif de l'Alliance.

« Les Parties se consulteront chaque fois que, de l'avis de l'une d'elles, l'intégrité territoriale, l'indépendance politique ou la sécurité de l'une des Parties sera menacée »

| Pays                                                                   | Date         | Raison | Résultat |
| ---------------------------------------------------------------------- | ------------ | --- | --- |
| Turquie                                                                | février 2003 | Guerre d'Irak, | Opération Display Deterrence (en) |
| Turquie                                                                | juin 2012    | Abattage du F-4 Phantom turc de 2012 (en) | Opération Clôture active (en) |
| Turquie                                                                | octobre 2012 | Les forces syriennes bombardent les villes turques | Opération Clôture active (en) |
| Lettonie Lituanie Pologne                                              | mars 2014    | En réponse à la crise extraterritoriale de la Crimée. | Déploiement de forces littorales, navales et aériennes en mer Noire par la Roumanie, la Bulgarie et la Turquie. Condamnation et soutien des sanctions des pays membres et de la communauté internationale. Réforme et aide médicale au gouvernement ukrainien. Création du plan d'action « réactivité » de l'OTAN. |
| Turquie                                                                | juillet 2015 | En réponse à l'attentat du 20 juillet 2015 à Suruç qu'il a attribué à l'État islamique, et à d'autres problèmes de sécurité le long de sa frontière sud,                             | Réunion d'urgence de l'OTAN de 2015 (en) Dénonciation de l'attaque et réévaluation des moyens de l'OTAN en Turquie |
| Turquie                                                                | février 2020 | Augmentation des tensions dans le cadre de l'offensive de Maarat al-Nouman et Saraqeb, y compris des soupçons de frappes aériennes syriennes et russes sur les troupes turques (en), | Renforcement des défenses aériennes turques, |
| Bulgarie Tchéquie Estonie Lettonie Lituanie Pologne Roumanie Slovaquie | février 2022 | Invasion de l'Ukraine par la Russie en 2022 | Mise en place d'un dispositif défensif,, soutien matériel (en) à l'Ukraine et activation de la Force de réaction de l'OTAN (NRF),. |

### Article 5
L'article 5 est le cœur du traité.

« Les Parties conviennent qu'une attaque armée contre l'une ou plusieurs d'entre elles survenant en Europe ou en Amérique du Nord sera considérée comme une attaque dirigée contre toutes les Parties et, en conséquence, elles conviennent que, si une telle attaque se produit, chacune d'elles, dans l'exercice du droit de légitime défense, individuelle ou collective, reconnu par l'article 51 de la Charte des Nations Unies, assistera la Partie ou les Parties ainsi attaquées en prenant aussitôt, individuellement et d'accord avec les autres Parties, telle action qu'elle jugera nécessaire, y compris l'emploi de la force armée, pour rétablir et assurer la sécurité dans la région de l'Atlantique Nord.

Toute attaque armée de cette nature et toute mesure prise en conséquence seront immédiatement portées à la connaissance du Conseil de Sécurité. Ces mesures prendront fin quand le Conseil de Sécurité aura pris les mesures nécessaires pour rétablir et maintenir la paix et la sécurité internationales. »

Il crée une solidarité forte entre tous les membres de l'Alliance, instaure une obligation d'action incluant la possibilité d'engager des actions militaires, sans toutefois aller jusqu'à en stipuler le caractère automatique. Cette rédaction, qui laisse à chacun une marge d'appréciation dans le choix des actions les plus adéquates à prendre, résulte de la crainte d'un rejet du traité par le Congrès des États-Unis.

### Article 6
L'article 6 définit le périmètre d'application du traité, qui comprend le territoire de ses membres y compris les départements français d'Algérie (disposition devenue caduque en 1963), ainsi que leurs forces armées au nord du tropique du Cancer.
Rédaction initiale :

« Pour l'application de l'article 5, est considérée comme une attaque armée contre une ou plusieurs des Parties : une attaque armée contre le territoire de l'une d'elles en Europe ou en Amérique du Nord, contre les départements français d'Algérie, contre les forces d'occupation de l'une quelconque des Parties en Europe, contre les îles placées sous la juridiction de l'une des parties dans la région de l'Atlantique Nord au nord du Tropique du Cancer ; ou contre les navires ou aéronefs de l'une des Parties dans la même région. »

Rédaction modifiée par l'article 2 du protocole d'accession au traité de l'Atlantique nord de la Grèce et de la Turquie signé le 22 octobre 1951 :

« Pour l’application de l’article 5, est considérée comme une attaque armée contre une ou plusieurs parties, une attaque armée :

1. contre le territoire de l’une d’elles en Europe ou en Amérique du Nord, contre les départements français d’Algérie, contre le territoire de la Turquie ou contre les îles placées sous la juridiction de l’une des parties dans la région de l’Atlantique Nord au nord du Tropique du Cancer ;

2. contre les forces, navires ou aéronefs de l’une des parties se trouvant sur ces territoires ainsi qu’en toute autre région de l’Europe dans laquelle les forces d’occupation de l’une des parties étaient stationnées à la date à laquelle le Traité est entré en vigueur, ou se trouvant sur la mer Méditerranée ou dans la région de l’Atlantique Nord au nord du Tropique du Cancer, ou au-dessus de ceux-ci. »

### Article 7
« Le présent Traité n'affecte pas et ne sera pas interprété comme affectant en aucune façon les droits et obligations découlant de la Charte pour les Parties qui sont membres des Nations Unies ou la responsabilité primordiale du Conseil de Sécurité dans le maintien de la paix et de la sécurité internationales. »

### Article 8
« Chacune des Parties déclare qu'aucun des engagements internationaux actuellement en vigueur entre elle et toute autre Partie ou tout autre Etat n'est en contradiction avec les dispositions du présent Traité et assume l'obligation de ne souscrire aucun engagement international en contradiction avec le Traité. »

### Article 9
L'article 9 établit un Conseil, rapidement appelé le Conseil de l'Atlantique nord, auquel pouvoir est donné de créer les instances qu'il jugera nécessaires pour permettre la bonne application du traité, qui prendront dès l'année suivant la signature du traité l'appellation d'OTAN.

« Les Parties établissent par la présente disposition un conseil, auquel chacune d'elles sera représentée pour connaître les questions relatives à l'application du Traité. Le conseil sera organisé de façon à pouvoir se réunir rapidement et à tout moment. Il constituera les organismes subsidiaires qui pourraient être nécessaires ; en particulier il établira immédiatement un comité de défense qui recommandera les mesures à prendre pour l'application des Articles 3 et 5. »

### Article 10
L'article 10 prévoit la possibilité d'élargissement de l'Alliance à d'autres États européens, par accord unanime de ses membres. Cette possibilité sera exercée dès 1951 pour la Grèce et la Turquie, puis en 1954 pour la RFA.

« Les Parties peuvent, par accord unanime, inviter à accéder au Traité tout autre État européen susceptible de favoriser le développement des principes du présent Traité et de contribuer à la sécurité de la région de l'Atlantique Nord. Tout État ainsi invité peut devenir partie au Traité en déposant son instrument d'accession auprès du Gouvernement des États-Unis d'Amérique. Celui-ci informera chacune des parties du dépôt de chaque instrument d'accession. »

### Article 11
« Ce Traité sera ratifié et ses dispositions seront appliquées par les Parties conformément à leurs règles constitutionnelles respectives. Les instruments de ratification seront déposés aussitôt que possible auprès du Gouvernement des États-Unis d'Amérique qui informera tous les autres signataires du dépôt de chaque
instrument de ratification. Le Traité entrera en vigueur entre les États qui l'ont ratifié dès que les ratifications de la majorité des signataires, y compris celles de la Belgique, du Canada, des États-Unis, de la France, du Luxembourg, des Pays-Bas et du Royaume-Uni, auront été déposées et entrera en application à l'égard des autres signataires le jour du dépôt de leur ratification. »

### Article 12
« Après que le Traité aura été en vigueur pendant dix ans ou à toute date ultérieure, les Parties se consulteront à la demande de l'une d'elles, en vue de réviser le Traité, en prenant en considération les facteurs affectant à ce moment la paix et la sécurité dans la région de l'Atlantique Nord, y compris le développement des arrangements tant universels que régionaux conclus conformément à la Charte des Nations Unies pour le maintien de la paix et de la sécurité internationales. »

### Article 13
L'article 13 prévoit qu'« après que le Traité aura été en vigueur pendant vingt ans, toute partie pourra mettre fin au Traité en ce qui la concerne ». En pratique, aucun État n'a exercé ce droit de retrait.

« Après que le Traité aura été en vigueur pendant vingt ans, toute Partie pourra mettre fin au Traité en ce qui la concerne un an après avoir avisé de sa dénonciation le Gouvernement des États-Unis d'Amérique, qui informera les Gouvernements des autres Parties du dépôt de chaque instrument de dénonciation. »

### Article 14
« Ce Traité, dont les textes français et anglais font également foi, sera déposé dans les archives du gouvernement des États-Unis d'Amérique. Des copies certifiées conformes seront transmises par celui-ci aux Gouvernements des autres États signataires. »

### Date et signatures
« En foi de quoi, les Plénipotentiares ci-dessous désignés ont signé le présent Traité.

Fait à Washington le quatre avril 1949. »

## États signataires du traité
Pendant la guerre froide, quatre pays européens ont rejoint l'Alliance atlantique, la Grèce et la Turquie en 1951, l'Allemagne de l'Ouest en 1954 après l'échec de la Communauté européenne de défense et enfin l'Espagne en 1981 faisant suite à sa démocratisation après la mort de Franco.
Depuis, l'Alliance s'est étendue vers l'Est avec l'adhésion en plusieurs vagues d'anciens pays du bloc de l'Est et d'anciennes républiques de l'Union soviétique. Le 27 mars 2020, la Macédoine du Nord en devient le trentième membre. La Bosnie-Herzégovine est candidate à l'adhésion.

Chronologie cartographique des adhésions au traité de l'Atlantique nord.

| État                 | Date d'entrée    |
| -------------------- | ---------------- |
| Albanie              | 1er avril 2009   |
| Allemagne de l'Ouest | 23 octobre 1954  |
| Belgique             | 4 avril 1949     |
| Bulgarie             | 26 mars 2003     |
| Canada               | 4 avril 1949     |
| Croatie              | 1er avril 2009   |
| Danemark             | 4 avril 1949     |
| Espagne              | 10 décembre 1981 |
| Estonie              | 26 mars 2003     |
| États-Unis           | 4 avril 1949     |
| Finlande             | 4 avril 2023     |
| France               | 4 avril 1949     |
| Grèce                | 22 octobre 1951  |
| Hongrie              | 16 décembre 1997 |
| Islande              | 4 avril 1949     |
| Italie               | 4 avril 1949     |
| Lettonie             | 26 mars 2003     |
| Lituanie             | 26 mars 2003     |
| Luxembourg           | 4 avril 1949     |
| Macédoine du Nord    | 27 mars 2020     |
| Monténégro           | 5 juin 2017      |
| Norvège              | 4 avril 1949     |
| Pays-Bas             | 4 avril 1949     |
| Pologne              | 16 décembre 1997 |
| Portugal             | 4 avril 1949     |
| Royaume-Uni          | 4 avril 1949     |
| Roumanie             | 26 mars 2003     |
| Slovaquie            | 26 mars 2003     |
| Slovénie             | 26 mars 2003     |
| Suède                | 7 mars 2024      |
| Tchéquie             | 16 décembre 1997 |
| Turquie              | 22 octobre 1951  |